# Rosenkranzkönigin (Wickendorf)

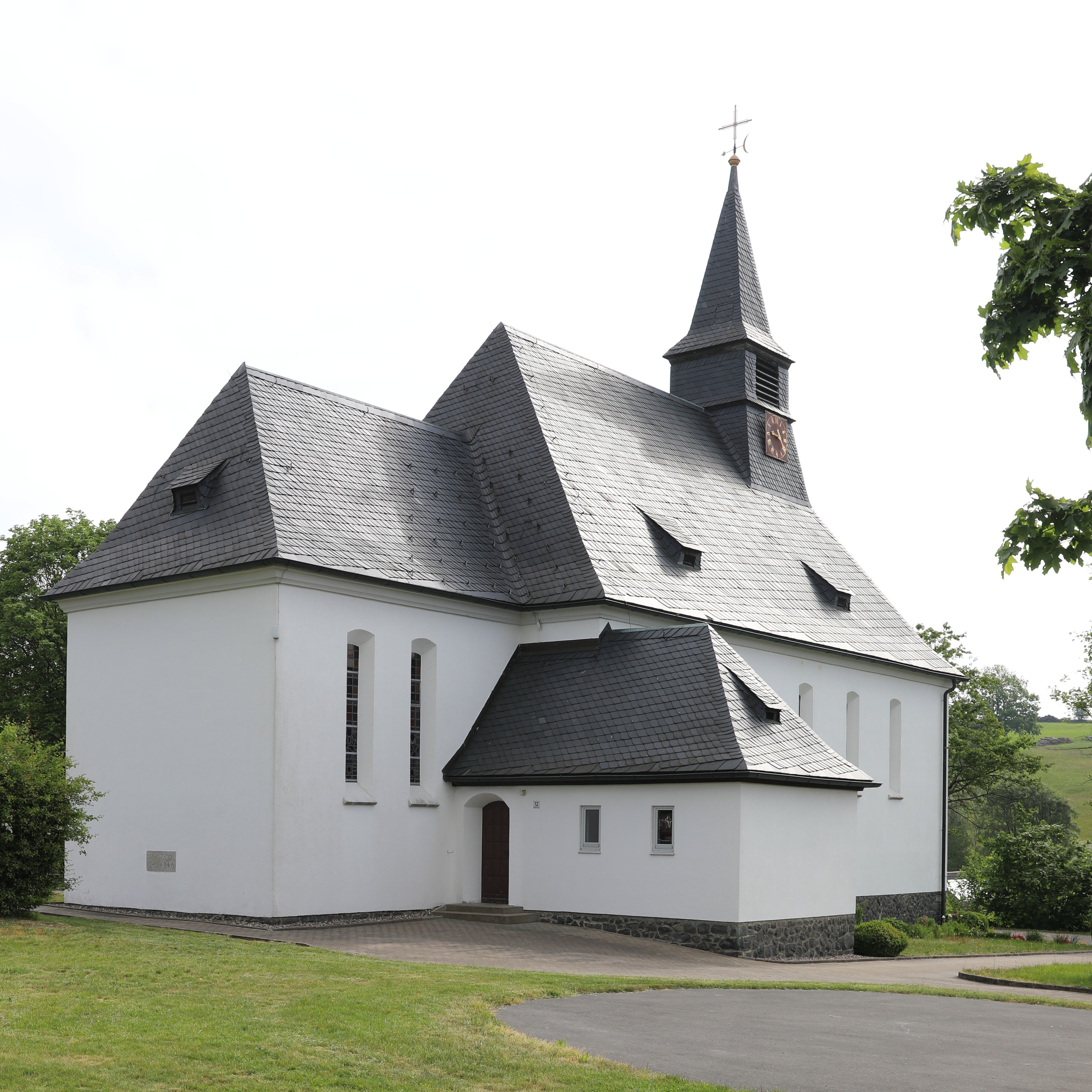
Kuratiekirche Rosenkranzkönigin in Wickendorf

Die römisch-katholische Kuratiekirche Rosenkranzkönigin in Wickendorf, einem Gemeindeteil der oberfränkischen Stadt Teuschnitz im Landkreis Kronach, wurde 1936/1937 nach Plänen von Fritz Fuchsenberger errichtet. Die Kirche gehört zum Seelsorgebereich Frankenwald und Dekanat Kronach des Erzbistums Bamberg.

## Geschichte
Wickendorf gehörte früher zur Pfarrei Teuschnitz. Eine kleine Kapelle steht seit 1880 neben der alten Schule. Nach dem Ersten Weltkrieg wollte die Gemeinde ein Kriegerdenkmal errichten. Der Krieger- und Veteranenverein beschloss am 19. März 1925 ein Denkmal für die Gefallenen in Form einer Kapelle zu bauen. Diese sollte mit den Abmessungen das Feiern von Gottesdiensten ermöglichen. Der Pfarrer von Teuschnitz regte in der Folge an, statt der Kapelle eine Kirche zu errichten. Am 5. April 1925 gründeten Einwohner Wickendorfs einen Kirchenbauverein. Ab November 1926 wurden bis zur Fertigstellung der Kirche in einem Betsaal Gottesdienste abgehalten.
Nach der Festlegung des Bauplatzes wurde 1931 durch Vermittlung des Teuschnitzer Pfarrers der Münchner Architekt Fritz Fuchsenberger mit der Planung beauftragt. Einen Zuschuss zum Bau der Filialkirche sagte das erzbischöfliche Ordinariat in Bamberg erst nach mehreren vergeblichen Anträgen im Jahr 1936 zu. Die Grundsteinlegung folgte am 20. September 1936 durch den Dekan und Stadtpfarrer Georg Mauderer aus Teuschnitz und die Konsekration durch den Erzbischof von Bamberg Jacobus von Hauck am 13. Juni 1937. Drei Glocken waren zuvor im Dachreiter aufgehängt worden.
Ende Januar 1938 errichtete das erzbischöfliche Ordinariat die Tochterkirchengemeinde Wickendorf. Im September 1942 folgte die Erhebung der Filialkirche zur Kuratiekirche und Wickendorf zusammen mit Marienroth zur Kuratie Wickendorf–Marienroth.
Im Jahr 1948 wurde eine Orgel aufgestellt und 1949 wurden die beiden 1943 konfiszierten Glocken durch neue ersetzt. 1961/1962 ließ die Kirchengemeinde das Gotteshaus renovieren und den Innenraum durch den Bamberger Künstler Alfred Heller neu gestalten. Im Herbst 1970 wurde nach den Richtlinien des Zweiten Vatikanischen Konzils der Altarraum neugestaltet.

## Baubeschreibung
Die nach Westen ausgerichtete Kirche steht auf einer Anhöhe am westlichen Ortsrand neben dem Friedhof. Die Saalkirche besteht aus einem Langhaus mit einem längsrechteckigen Grundriss, einem westlich angebauten, eingezogenen Chor und einer südlich angeordneten Sakristei.
Das Langhaus hat ein Walmdach mit einem auf der Ostseite angeordneten Dachreiter mit einem Spitzhelm. Eine Holzbalkendecke überspannt den Innenraum, den je fünf, schlanke Fenster auf den Längsseiten belichten. Auf einer hölzernen Empore an der Westseite mit zwei Posten im Innenraum steht die Orgel. Den niedrigeren Chor schließt oben ein Satteldach ab. Den Chorraum, den seitlich je zwei schlanke Fenster belichten, überspannt ebenfalls eine Holzbalkendecke. Ein ungegliederter Übergang ohne Triumphbogen im Rechteckstil besteht zwischen dem Chorraum und dem Saal.

## Ausstattung

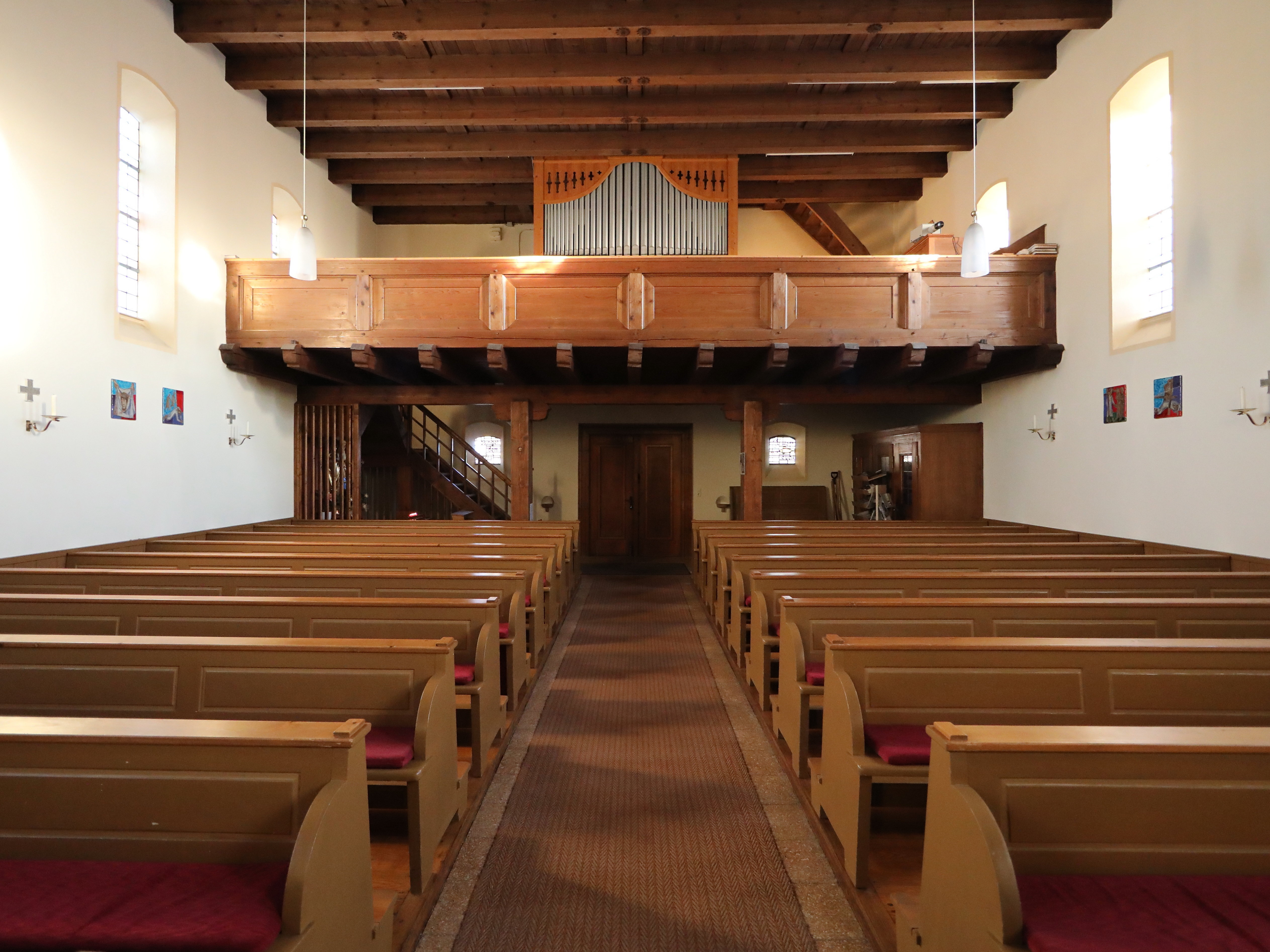
Orgelempore

### Orgel
Die Orgel, Opus 1763, fertigte im Jahr 1948 Steinmeyer. Dazu wurden Teile einer schon 1941 bei der Lichtenfelser Orgelbaufirma Eusebius Dietmann bestellten Orgel verwendet. Sie hat zwölf Register auf zwei Manualen und Pedal.

### Glocken
Im Dachreiter hängen drei Glocken. Die große und mittlere Glocke entstand 1949 bei der Glockengießerei Lotter in Bamberg. Sie ersetzten die 1942 beschlagnahmten zwei Glocken.
20 Bauern bzw. Waldbesitzer der Gemeinde stifteten die große Glocke. Sie hat eine Masse von 270 Kilogramm und den Schlagton cis 2. Die mittlere Glocke hat eine Masse von 160 Kilogramm und den Schlagton d 2. Kleinbauern und Arbeiter finanzierten sie. Die kleine Glocke mit 90 Kilogramm Masse und dem Schlagton fis 2 wurde 1937 auch bei Lotter gegossen und war ein Geschenk der Mühlenbesitzereheleute Georg und Margareta Förtsch.